# Étauliers
Étauliers är en kommun i departementet Gironde i regionen Nouvelle-Aquitaine i sydvästra Frankrike. Kommunen ligger i kantonen Saint-Ciers-sur-Gironde som tillhör arrondissementet Blaye. År 2022 hade Étauliers 1 598 invånare.

## Befolkningsutveckling
Antalet invånare i kommunen Étauliers
Referens:INSEE